# Arkosolium

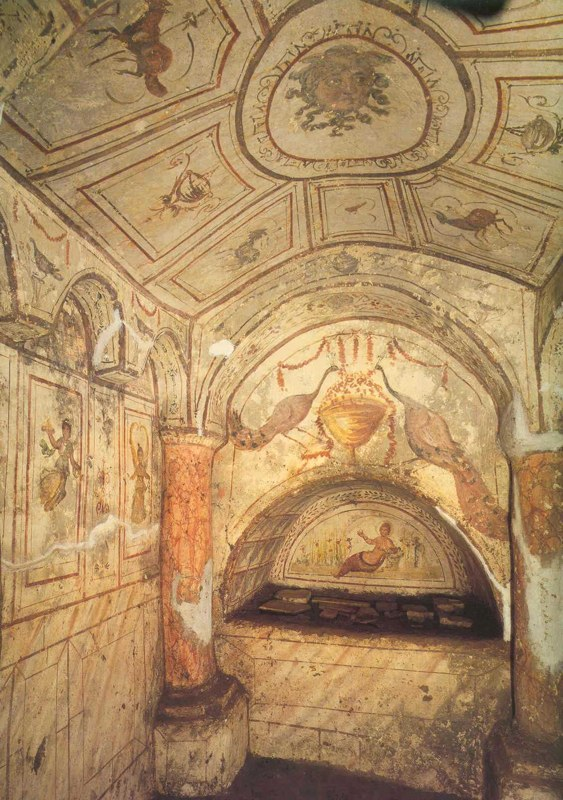
Arkosolium i Via Latinas katakomb i Rom.

Arkosolium, av latinets arcus, "valv", och solium, "likkista", "sarkofag", kallas en grav i nischform i katakombernas väggar, ofta utsmyckad med målningar. 